# Boromeusze

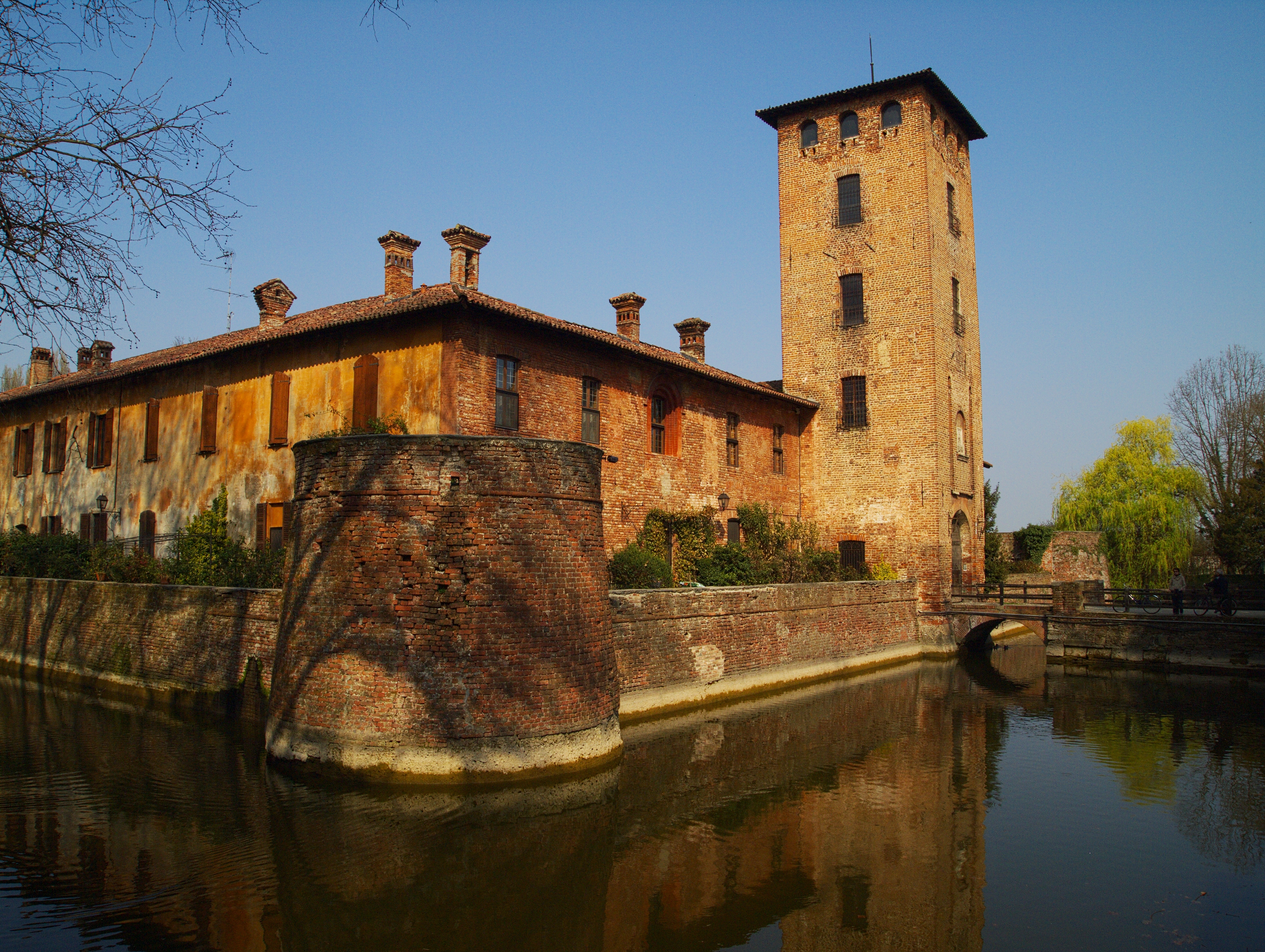
Zamek Boromeuszy w Peschiera Borromeo

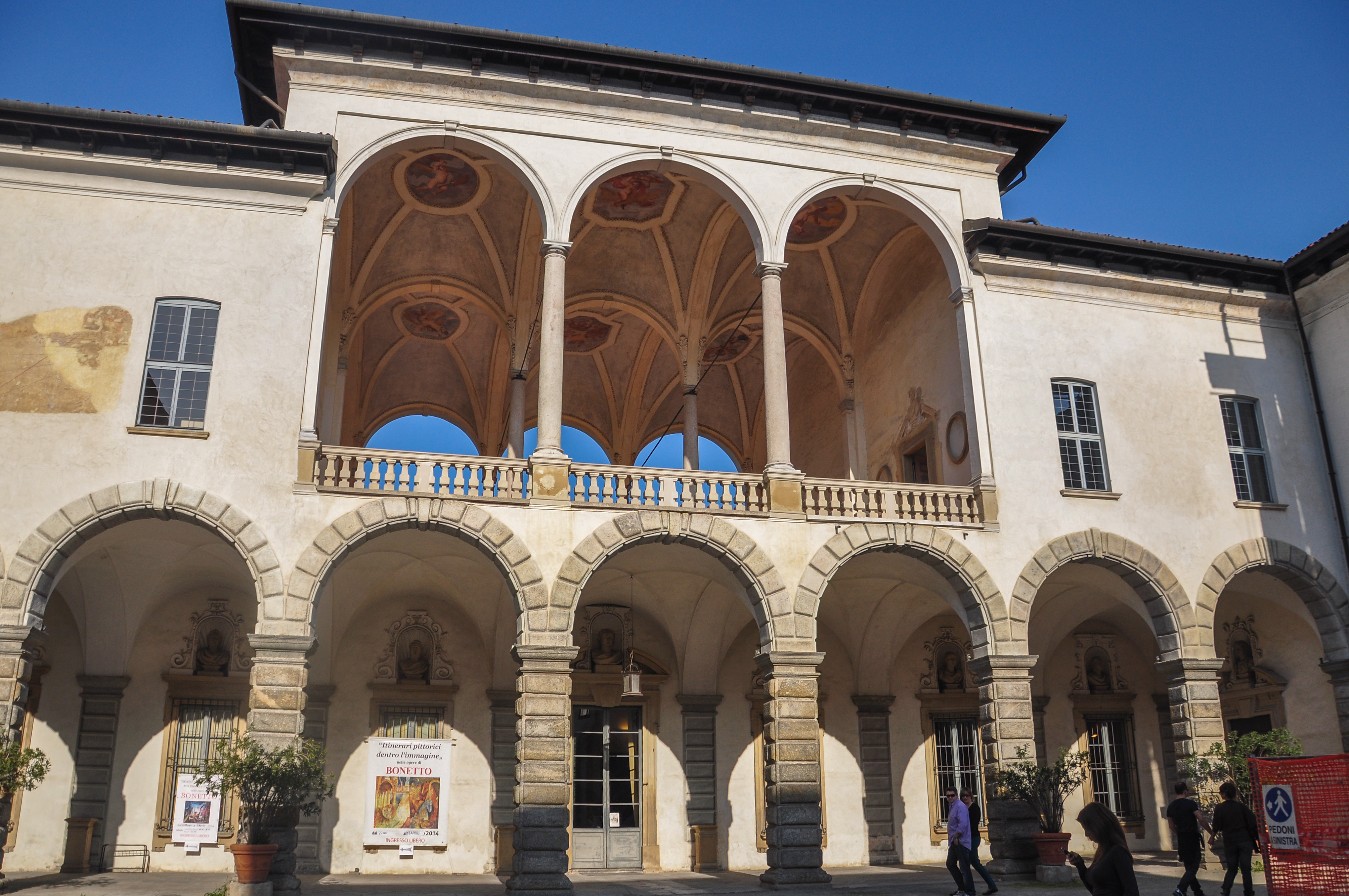
Pałac (Palazzo Arese Borromeo) w Cesano Maderno

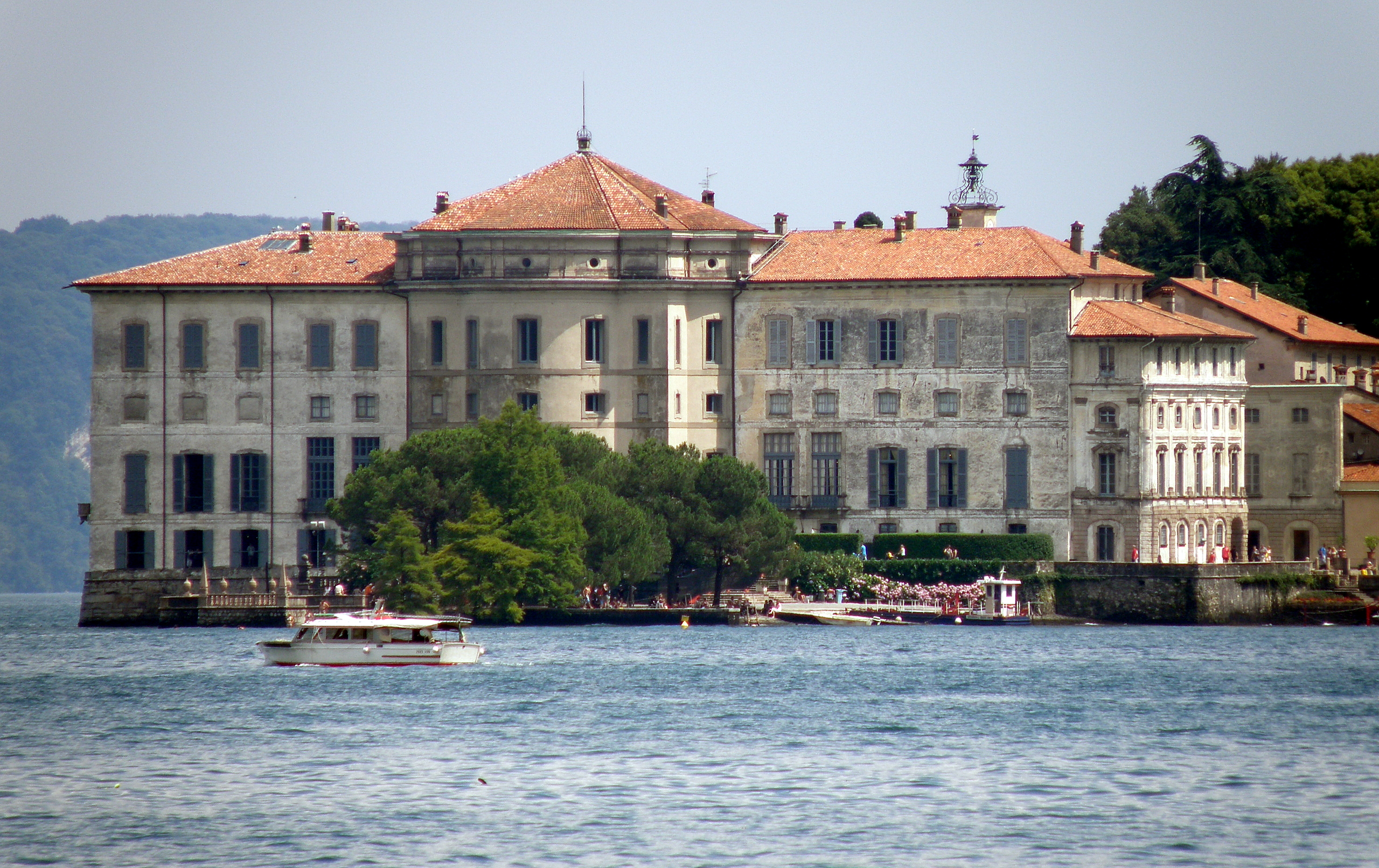
Pałac (Palazzo Borromeo) na Isola Bella

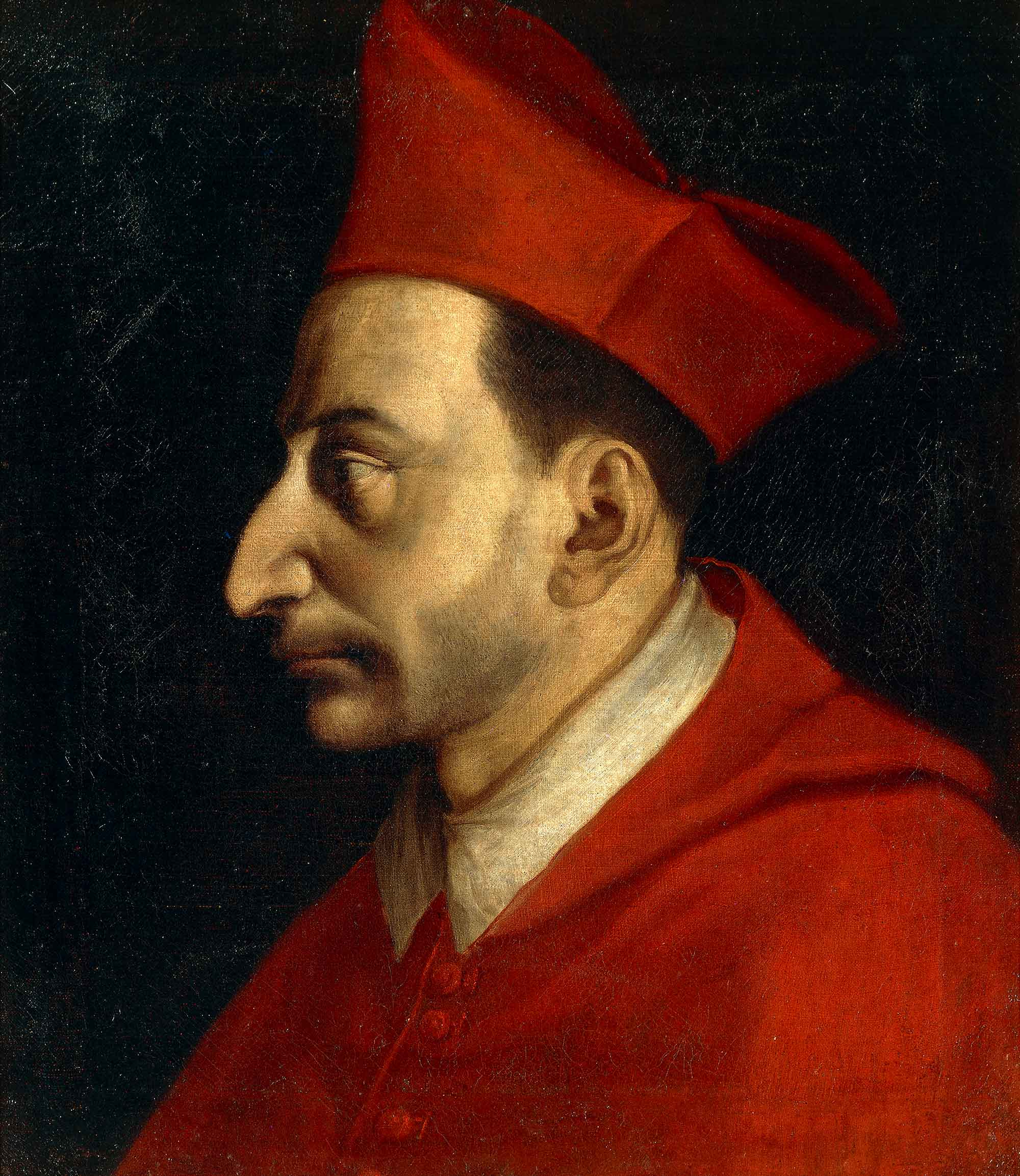
Święty Karol Boromeusz

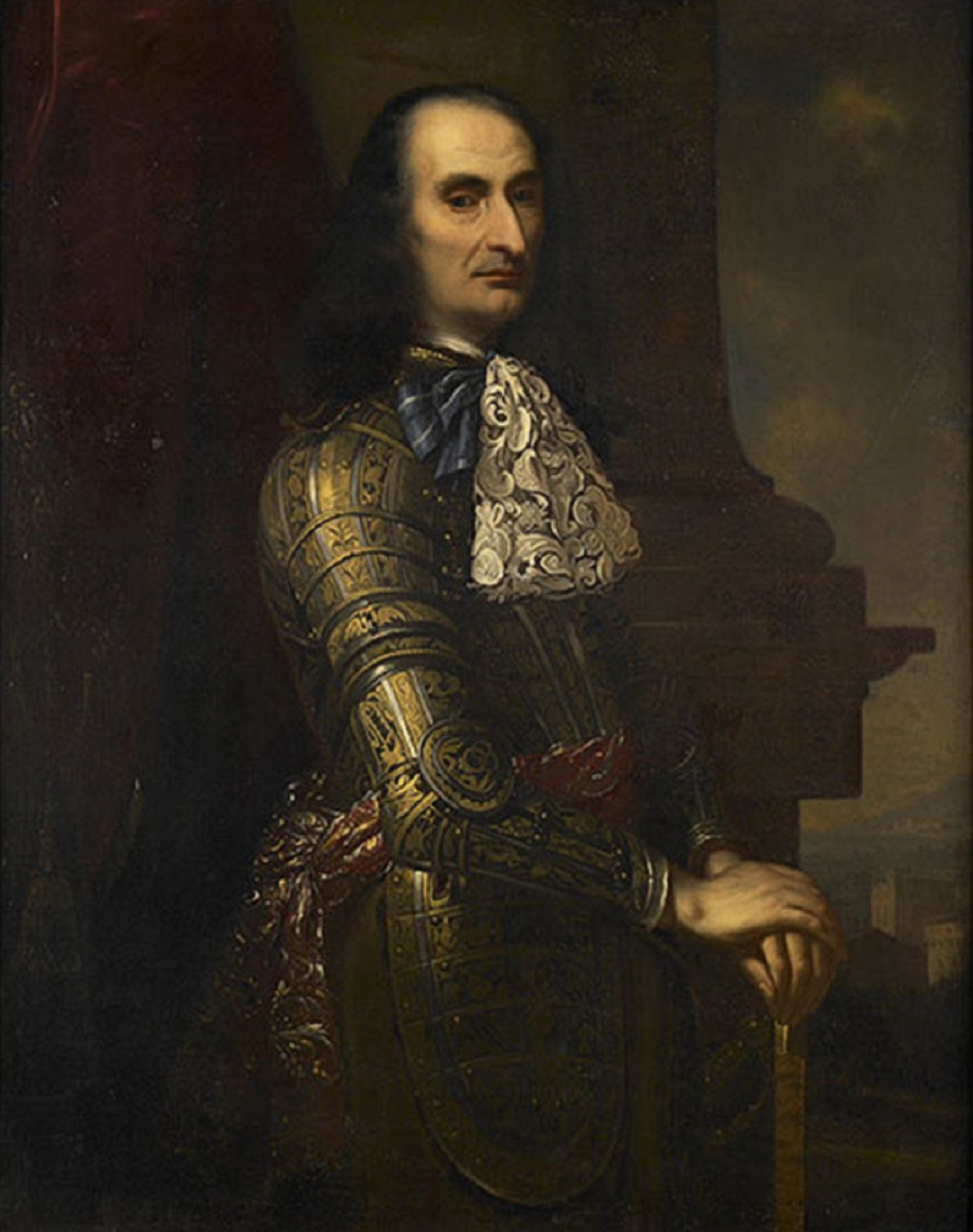
Vitaliano VI Borromeo (1620–1690), markiz Angery

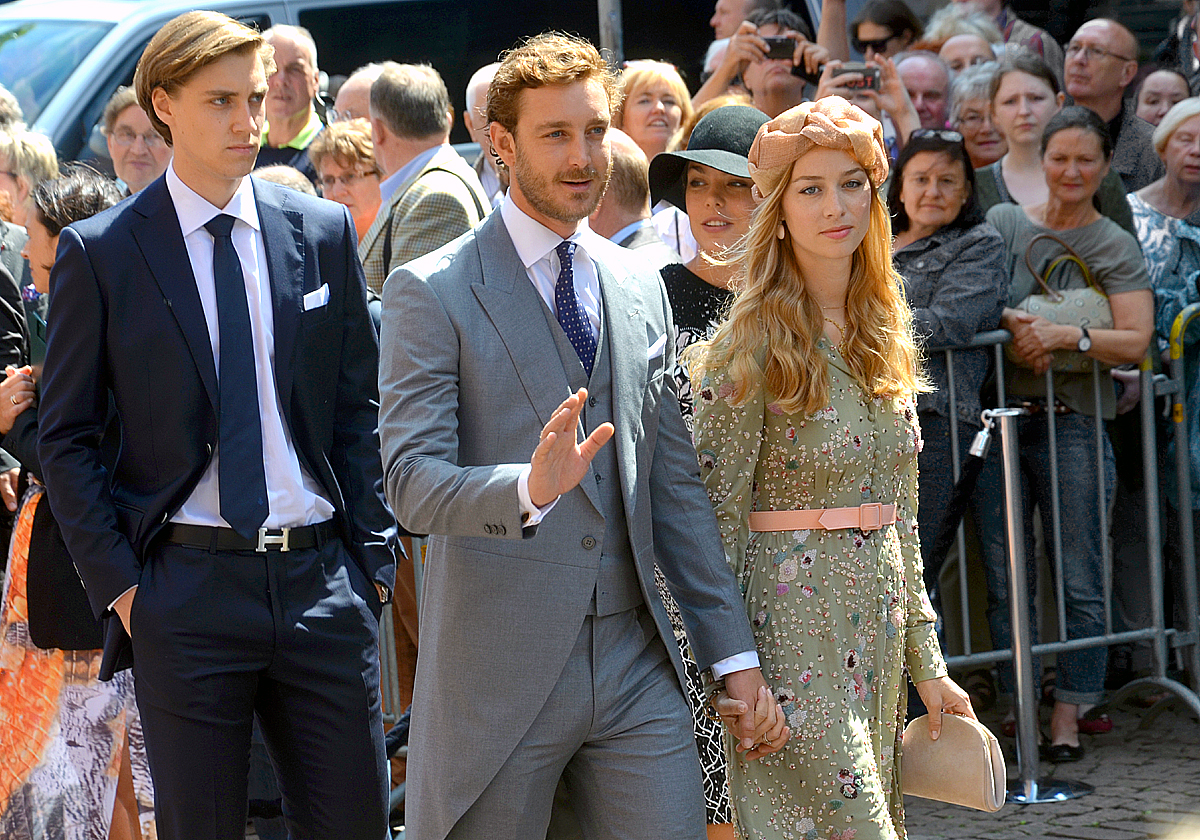
Pierre Casiraghi z żoną, Beatrice z domu Borromeo Arese Taverna

Boromeusze (wł. Borromeo) – lombardzko-piemoncki ród kupiecki, bankierski i arystokratyczny, z którego wywodziło się wielu kardynałów, m.in. św. Karol Boromeusz czy Fryderyk, uwieczniony w powieści Alessandra Manzoniego pt. Narzeczeni.

## Geneza
Najstarsze wzmianki dotyczące rodziny pochodzą z końca XIII wieku. Pierwotnie z okolic Rzymu przenieśli się do San Miniato, gdzie przyjęli nazwisko „Buon Romei”, jak nazywano wszystkich, którzy przybyli z Wiecznego Miasta. Swoje znaczenie rodzina rozbudowała dzięki związkom z potężnym rodem Viscontich.
Od Boromeuszy pochodzi nazwa Wysp Boromejskich i pierścieni boromejskich, a od św. Karola Boromeusza – boromeuszki, Bractwo Kapłańskie Misjonarzy Świętego Karola Boromeusza oraz imiona: Karol Boromeusz, Boromeusz i Boromea.